# Schürstabhaus

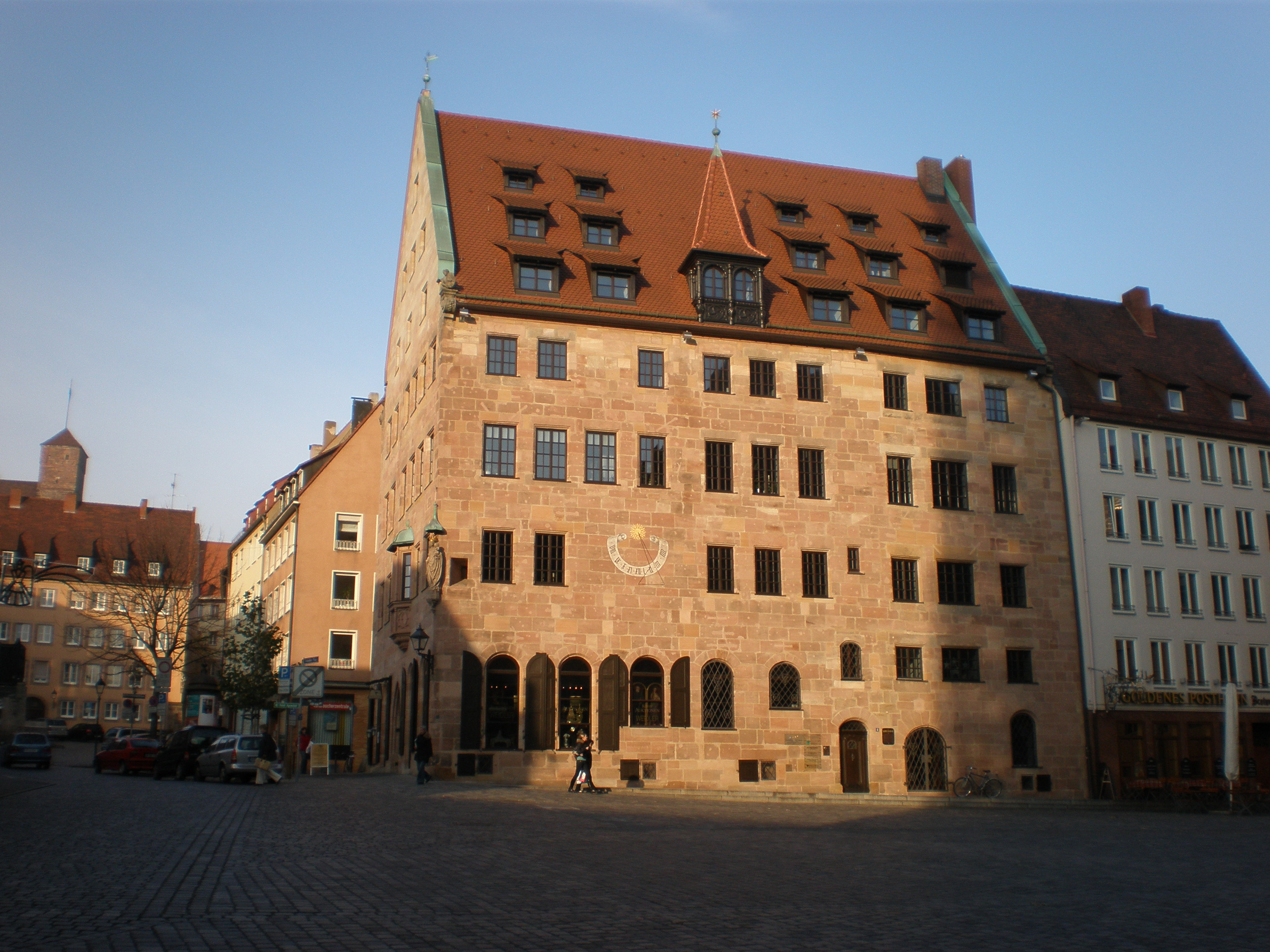
Le Schürstabhaus à Nuremberg

Le Schürstabhaus est une maison patricienne de Nuremberg. C'est l'un des monuments architecturaux les plus importants de la vieille ville de Nuremberg et c'est une station sur le Mile historique de Nuremberg.

## Emplacement et nom
Le Schürstabhaus est situé dans la vieille ville de Sebald, au nord de Sebalder Platz et à l'est d'Albrecht-Dürer-Platz, légèrement plus haut que l'église Saint-Sébald.
La chapelle gothique de Moritz se trouvait juste en face de la maison. En octobre 1944 elle a été complètement détruite par les bombardements. 
En 1943, la charpente du toit a été détruite lors d'un attentat à la bombe et a ensuite été remplacée par un toit de secours. Ce n'est qu'en 1995-97 que la maison a été entièrement restaurée. Lors de la rénovation, elle a reçu le nom (non historique) de « Schürstabhaus ».

## Le bâtiment
La maison patricienne de 4 à 5 étages possède un portail bas et pointu du côté ouest. Les deux maisons à l'origine séparées sont reconnaissables au nombre différent d'étages. Le bâtiment a un toit à trois étages, sur lequel repose un oriel sculpté de style Nuremberg avec un casque pointu. Elle comporte plusieurs particularités : la chapelle de la maison voûtée (voûte en croisée d'ogives) au rez-de-chaussée, l'escalier à parapets post-gothique construit vers 1620 et un cadran solaire côté sud. Une « Vierge à l'Enfant » gothique datée de 1482 est fixée à l'angle sud-ouest de la maison ; l'original se trouve au Musée national germanique. La baie en grès du côté ouest n'a été ajoutée qu'en 1995-97, d'après un modèle du quartier détruit pendant la guerre.

## Littérature
- Georg Stolz: Schürstabhaus. In: Michael Diefenbacher, Rudolf Endres (Hrsg.): Stadtlexikon Nürnberg. 2., verbesserte Auflage. W. Tümmels Verlag, Nürnberg 2000,  (ISBN 3-921590-69-8), S. 952 (Gesamtausgabe online).

## Liens web
- Schürstabhaus dans: Architecture Nuremberg
- Mile historique de Nuremberg
- Chemin du cadran solaire de Nuremberg de la Société d'astronomie de Nuremberg e. V. : Station 6 : Schürstabhaus